# HD 71766
HD 71766，又名BD-09 2532，SAO 135965、HR 3342，是一颗恒星，视星等为6，位于銀經233.45，銀緯16.53，其B1900.0坐标为赤經8h 24m 1.8s，赤緯-9° 16.53′ 59″。